# Fronteira Mauritânia–Senegal
A fronteira entre Mauritânia e Senegal é a linha que limita os territórios de Mauritânia e Senegal. É uma fronteira disputada, que entre 1989 e 1991 foi alvo de uma guerra, o momento mais grave do conflito mauritano-senegalês, que teve origem em direitos de pastagem 

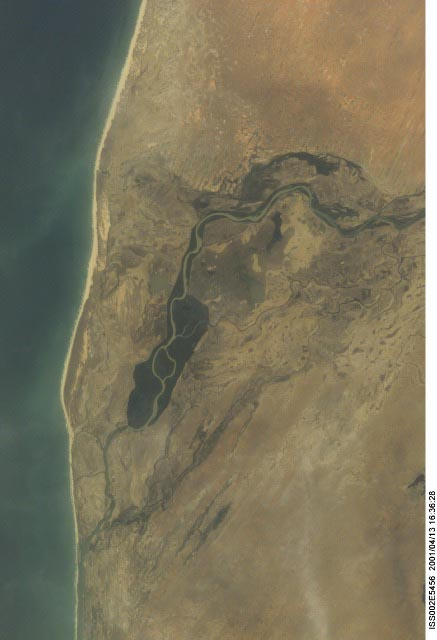
Imagem de satélite (NASA) da zona de fronteira: vê-se o rio Senegal, Senegal a sul e Mauritânia a norte

## Traçado
Essa fronteira segue o curso do Rio Senegal desde a tríplice fronteira Senegal-Mauritânia-Mali até à foz desse rio no Oceano Atlântico, junto a Saint-Louis (Senegal). A Mauritânia fica ao norte dessa fronteira, o Senegal ao sul.

## Conflitos
Em 1989, surgiu essa violenta revolta entre Senegal e Mauritânia, devido a um anúncio feito pelo governo senegalês de que um projeto com o nome "Projeto de Reabilitação do Vale dos Fósseis" iria ser implementado. Havia mauritanos ameaçados pela redução do abastecimento de água. Mais de 400 pessoas morreram nos combates, provocando a queda do programa senegalês nesse ano. No entanto, em junho de 1999, o governo senegalês voltou a anunciar planos para retomar o projeto. Este anúncio causou a renovação das tensões entre os dois países. Estas tensões ainda aumentaram quando a Mauritânia deu aos senegaleses no seu território um prazo de 15 dias para deixar o país